# Zážitková gastronomie
Zážitková gastronomie je způsob stravování, kdy host očekává nějakou formu prožitku, nejlépe však všech smyslů, aby odcházel plný dojmů. Nejedná se pouze o drahé luxusní podniky, ale dají se sem zahrnout i podniky například nabízející přípravu steaků na lávových kamenech, či stravovací zařízení s otevřenou kuchyní. Zážitková gastronomie nemá hranice a záleží pouze na provozovateli a jeho zkušenostech, jak tuto formu stravování uchopí.
Člověk vnímá všemi smysly, touží po prožitku, toto je cílem zážitkové gastronomie.
Zážitková gastronomie v kuchyni se týká nejen pokrmu samotného, ale i jeho skladby, uspořádání a toho, jak je prezentované na talíři. Sebemenší detail zde hraje důležitou roli. Člověk vnímá jídlo zrakem, vůní a v neposlední řadě samozřejmě i chutí. Úkolem zážitkové gastronomie je tedy uspokojit všechny naše smysly, teprve toto je umění.
Z pohledu servisu, či obsluhy je úzce spojena se somelierem, který správným doporučením nápoje dotváří celkový dojem z pokrmu. Ani role číšníka v této činnosti není zanedbatelná. Šokovat zákazníka, pobavit ho a vyhovět všem jeho přáním, právě tak by měl číšník prezentovat své dovednosti. Prostředí v restauraci, která chce provozovat zážitkovou gastronomii, musí být nezapomenutelné, neopakovatelné a jedinečné.
Všechny tyto "položky" zážitkové gastronomie se musí vzájemně doplňovat a jedna bez druhé nemůže fungovat. Tento způsob stravování má velkou budoucnost. Od samého začátku se však setkává s nepochopením u většiny klientů, neboť tento zážitek je pro zákazníka samozřejmě dražší. Další překážkou je obrovský problém sehnat kvalifikovaný personál, jehož schopnosti by odpovídaly požadované profesionální úrovni.

## Druhy zážitkové gastronomie
Fine dining je nejvyšší nabídkou formy zážitkové gastronomie, jedná se o jednoznačné snoubení všech smyslů s atmosférou místa. Podniky nabízející tuto službu jsou menší, s několika stoly, aby bylo vždy dosaženo potřebné péče o zákazníka. Vše bývá doplněno atmosférou luxusního prostředí, zajímavým výhledem, či stylovým interiérem. Pokrmy a nápoje jsou typické výběrem netradičních a exkluzivních surovin. V případě personálu opakovanými tréninky.
Snoubení vína s jídlem je pouze jedním z typů zážitkové gastronomie. Jedná se o vhodnou kombinaci nápoje a pokrmu za dodržení gastronomických pravidel.

## Formy zážitkové gastronomie
Gastronomické akce, které restaurace lákají jinou nabídkou jídel a nápojů doplněných o další detaily jako např. hudbu, výzdobu a jiná překvapení pro hosta. Bývají to třeba zabijačkové hody, rybí hody, dny zahraničních kuchyní, Valentýnské večerní menu apod.
- otevřená kuchyně nebo pohledová kuchyně – front cooking je dokončování pokrmu před zraky hosta

- Aktivcounter, znamená zážitek z připravovaného jídla. Kuchyň je součástí odbytového střediska, host může kuchaře celou dobu sledovat.

- Fondue, je příprava jídla, kdy si host dokončuje pokrm sám

- Lávové kameny

- Netradiční obsluha, znamená, když je host obsluhován jiným způsobem než je tradiční koncept; obsluha nebo i způsob obsluhy se nějakým způsobem odlišuje. Například v kavárně Golden Pacific Café a restauracích Výtopna je host obsluhován modelovou železnicí.

- Tematické akce

- Ochutnávka vína, spojená s vhodným menu

- Interiér patří mezi koncepci zážitkové kuchyně, kdy prostředí dotváří atmosféru restaurace [1], např. v Chicagu byl otevřen podnik Rainforest Café, jenž je založený na konceptu dešťových pralesů. Bujná vegetace, tropičtí ptáci a motýli, velká akvária a hučící vodopády mají navodit klima džungle. Trend designových restaurací se postupně rozrustá i u nás.

- Hudba a tanec, je nezbytný hlavně ve střediscích společensko-zábavních

- Reprodukovaná hudba, jako zvuková kulisa vytváří příjemnou a uvolněnou atmosféru

- Pro děti to může být barevný jídelní lístek, omalovánky, hračky, pestré pokrmy, podávané na barevných talířcích s vhodným prostíráním